# Leucanimorpha tenebrifera
Leucanimorpha tenebrifera là một loài bướm đêm trong họ Erebidae.